# Murcia setiger
Murcia setiger är en kvalsterart som först beskrevs av Trägårdh 1910.  Murcia setiger ingår i släktet Murcia och familjen Ceratozetidae. Inga underarter finns listade i Catalogue of Life.